# Charles-Xavier Franqueville d’Abancourt
Charles-Xavier Joseph de Franqueville d’Abancourt (* 4. Juli 1758 in Douai; † 9. September 1792 in Versailles) war vom 23. Juli bis 10. August 1792 der letzte Kriegsminister König Ludwigs XVI.

## Leben

### Jugend
Charles-Xavier Joseph d’Abancourt war der Sohn von Jacques Joseph Abancourt, königlicher Rat im Parlament von Flandern, und der Marie Charlotte de Pollinchove. Er trat schon als 15-Jähriger im Februar 1774 in die erste Kompanie der Musketiere der Garde ein und durchlief eine steile militärische Laufbahn. Anfang 1791 wurde er Rittmeister im 21. Regiment der (schweren) Kavallerie und am 6. November 1791 Oberstleutnant im 5. Regiment der Jäger zu Pferde in Nancy. Den Ideen der Französischen Revolution stand er aufgeschlossen gegenüber, war aber gegen eine Abschaffung der Monarchie.

### Minister
Nach dem Rücktritt girondistischer Minister wurde eine aus gemäßigten Feuillants bestehende Regierung gebildet. Der Politiker Pierre August Lajard (1757–1837) schlug Ludwig XVI. in einem Brief vom 20. Juli 1792 d’Abancourt als geeigneten neuen Kriegsminister vor. Der König zögerte mit seiner Zustimmung, unter anderem unter Hinweis auf die nahe Verwandtschaft von d’Abancourt mit dem französischen Staatsmann Charles Alexandre de Calonne. Doch Lajard antwortete, dass d’Abancourt nur ein Vetter dritten Grades von Calonne sei. So wurde d’Abancourt am 23. Juli 1792, auch wegen seiner Ergebenheit gegenüber dem König, zum Kriegsminister ernannt. Er versicherte in einem am Tag darauf an den Präsidenten der Gesetzgebenden Nationalversammlung gerichteten Brief seine Treue zur Verfassung und betonte, dass er seine persönlichen Interessen zurückgestellt und die Lasten der großen Verantwortung seines neuen Amtes angesichts der dem Vaterland drohenden Gefahr gern übernommen habe. Allerdings sollte er nur 19 Tage als Minister amtieren.
Frankreich befand sich damals im Krieg mit Österreich und Preußen. D’Abancourt wollte die militärisch bedeutende, heute in Rheinland-Pfalz gelegene Stadt Germersheim erobern und ließ dazu über eine halbe Million Patronen in das Gebiet versenden. Den am 15. Juli 1792 ergangenen Befehl der Nationalversammlung, dass sich alle Truppen mehr als 30.000 Klafter von Paris entfernen müssten, hatte der Kommandant der Schweizergarde, Louis Augustin d’Affry, mit dem Argument beeinsprucht, dass das dem König dienende Regiment gemäß der Staatsverträge von 1763 und 1764 nur mit Zustimmung der Helvetischen Tagsatzung weggeschickt werden könnte. Diese Erwiderung griff d’Abancourt auf – wohl um weiterhin über eine Schutztruppe für den König zu verfügen – und verkündete der Nationalversammlung am 2. August, dass Ludwig XVI. den Abmarsch der ersten Abteilungen der Schweizer Garde widerrufen habe. Der Kriegsminister befahl aber am 9. August 1792 den 300 in Mantes befindlichen Schweizer Gardisten nicht, nach Paris zurückzukehren, sondern nach dem am Ärmelkanal gelegenen Dieppe zu ziehen, vermutlich um für den Notfall einen Fluchthafen für die Königsfamilie zu besitzen.

### Gefangennahme und Tod
Während des Tuileriensturms am 10. August 1792 trat der Kriegsminister offenbar nicht besonders hervor. Dennoch bezichtigte der Politiker Jacques-Alexis Thuriot de la Rozière ihn noch am gleichen Tag, wider den Befehlen die Entfernung der Schweizer Garde verzögert zu haben und einer der Hauptschuldigen am Unglück dieses Tages zu sein. Gegen d’Abancourt wurde Anklage erhoben. Zusammen mit seinem wichtigsten Angestellten, Berthier, wurde er verhaftet und im Pariser Gefängnis Prison de la Force inhaftiert. Der Generalanwalt und Syndikus des Seine-Departements, Pierre-Louis Roederer, gab am 11. August die Verlegung des Gefangenen nach Orléans bekannt, wo er am nächsten Tag ankam und sich vor dem Kriegsgericht wegen Verrats an der Nation (lèse-nation) verantworten sollte.
Die Nationalversammlung befahl etwas später, dass d’Abancourt und weitere Gefangene von Orléans nach Saumur gebracht werden sollten. Doch der mit einem Trupp aus Paris angereiste begeisterte Anhänger der Revolution, Claude Fournier L’Héritier (1745–1825), genannt „der Amerikaner“, widersetzte sich ihrer Überführung nach Saumur und ordnete stattdessen ihre Verbringung nach Paris an (4. September 1792), wo sie vor das Revolutionstribunal gestellt werden sollten. Am 7. September kam der Zug der Gefangenen in Étampes und am 8. September in Arpajon an. Offenbar sah d’Abancourt sein ihm bevorstehendes Schicksal schon kommen und regelte noch schriftlich seine letzten Angelegenheiten. Nach der Ankunft in Versailles erfuhr er von den Septembermassakern in Paris. In der Nähe der Orangerie wurden d’Abancourt und 43 seiner Mithäftlinge von einer aufgebrachten Menge erschlagen, nachdem sie von ihrem Begleitschutz getrennt worden waren; nur acht Gefangene konnten entkommen. Fournier war an diesem Verbrechen möglicherweise beteiligt. Die Mörder hieben ihren Opfern die Köpfe ab und spießten sie an den Gittertoren des Schlosses auf.